# Anaheim Storm
Anaheim Storm war ein Mitgliedsteam der National Lacrosse League. Ihr Heimstadion war das Honda Center in Anaheim, Kalifornien.
In den Saisons 2002 bis 2003 firmierten sie als New Jersey Storm. Am Anfang der Saison 2004 wechselten sie ihren Namen, da sie nach Anaheim zurückzogen. Am Ende der Saison 2005 löste sich das Team auf.

## Rekorde
| Saison    | Division  | G-V  | Platzierung | Heim | Auswärts | Trainer                  |
| --------- | --------- | ---- | ----------- | ---- | -------- | ------------------------ |
| 2004      | Western   | 1–15 | 6.          | 1–7  | 0–8      | Peter Vipond, Pat McCabe |
| 2005      | Western   | 5–11 | 5.          | 2–6  | 3–5      | Derek Keenan             |
| Insgesamt | 2 Saisons | 6–26 |             | 3–13 | 3–13     |                          |